# Мур-стрит (Манхэттен)
Мур-стрит (англ. Moore Street) — небольшая односторонняя улица в Нижнем Манхэттене, Нью-Йорк. Улица начинается как правое ответвление от Уотер-стрит, поворачивает на север и заканчивается на Перл-стрит.
Во времена Нового Амстердама на месте южного окончания Мур-стрит находился причал городского порта, построенный по указанию Питера Стёйвесанта. Известно, что улица существовала уже в 1731 году. В 1735 году она проходила от Перл-стрит до береговой линии пролива Ист-Ривер. В те годы улица носила название Уэй-Хаус-стрит (англ. Weigh House Street) по находившейся на ней с 1659 года весовой (англ. weigh house). Примерно в то же время на улице проживал полковник Джон Мур. Зачастую неверно считается, что улица получила своё современное название в честь него. На самом же деле Мур-стрит названа по швартовавшимся (англ. to moor) в этом месте лодкам, а буква «e» была добавлена к названию по ошибке.
Ближайшей к Мур-стрит станцией метро является Уайтхолл-стрит — Саут-Ферри (N, R).